# Senna Miangue
Senna Miangue (* 5. Februar 1997 in Antwerpen, Flandern) ist ein belgischer Fußballspieler kongolesischer Abstammung. Er steht seit Sommer 2021 beim belgischen Erstdivisionär Cercle Brügge unter Vertrag.

## Verein
In seiner Heimatstadt begann Senna Miangue seine Fußballkarriere bei Beerschot AC und wechselte zur Saison 2013/14 nach Italien in die Jugendabteilung von Inter Mailand. Zur Saison 2016/17 stieg er in die erste Mannschaft von Inter Mailand auf. Sein Debüt in der Serie A gab er am 28. August 2016. Beim 1:1-Unentschieden gegen den US Palermo wurde er von Trainer Frank de Boer in der 68. Minute für Davide Santon eingewechselt. Nachdem er am 25. September 2016 im Ligaspiel gegen den FC Bologna sein Startelfdebüt hatte, feierte er bei der 1:3-Niederlage gegen Sparta Prag sein internationales Debüt.
Nachdem er in der ersten Halbserie nur fünfmal zum Einsatz gekommen war, wurde Senna Miangue zur Rückrunde zum Ligakonkurrenten Cagliari Calcio ausgeliehen. Dort debütierte er am 29. Januar 2017 beim 1:1-Unentschieden gegen den FC Bologna und wurde dabei in der 78. Minute von Trainer Massimo Rastelli für Luca Ceppitelli eingewechselt. Obwohl er in der Rückrunde nur viermal eingesetzt wurde, verpflichtete Cagliari Calcio ihn fest von Inter Mailand und er erhielt einen Vertrag bis 2022. Zur Saison 2018/19 wurde er an den belgischen Pokalsieger Standard Lüttich verliehen.
Während der Ausleihe von zwei Jahren stand er bei neun Liga- und einem Pokalspiel von Standard Lüttich auf dem Platz. Hinzu kommt ein Spiel für die Reservemannschaft. Mit Ablauf der Saison 2019/20 wurde diese Ausleihe nicht verlängert. Am 7. Juli 2020 erfolgte eine erneute Ausleihe nach Belgien: diesmal für die Saison 2020/21 zur KAS Eupen. Mitte Juni 2021 erklärte die KAS Eupen, dass sie die Ausleihe nicht verlängern wolle. Einige Tage später wurde für die Saison 2021/22 eine Ausleihe mit anschließender Kaufoption zum Ligakonkurrenten Cercle Brügge vereinbart.
In dieser Saison bestritt Miangue 19 von 34 möglichen Ligaspielen für Cercle, in denen er drei Tore schoss, sowie ein Pokalspiel. Mitte Juni 2022 wurde Einigung über die Ausübung der Kaufoption erzielt. Miangue wechselte endgültig zu Cercle Brügge und unterschrieb dort einen Vertrag mit einer Laufzeit bis Sommer 2025. In der Saison 2022/23 bestritt er aufgrund mehrerer Verletzungen nur acht von 40 möglichen Ligaspielen sowie ein Pokalspiel für Cercle. In der nächsten Saison waren es 24 von 40 möglichen Ligaspielen.

### Nationalmannschaft
Für den belgischen Fußballverband bestritt er in sieben Jahren 40 Nachwuchsländerspiele. Ein Tor gelang ihm dabei nicht.